# Pedilus lugubris
Pedilus lugubris es una especie de coleóptero de la familia Pyrochroidae. De 6 a 8 mm. Es negro, pero el color del pronoto varía de rojo a negro.

## Distribución geográfica
Habita en el este de Estados Unidos.

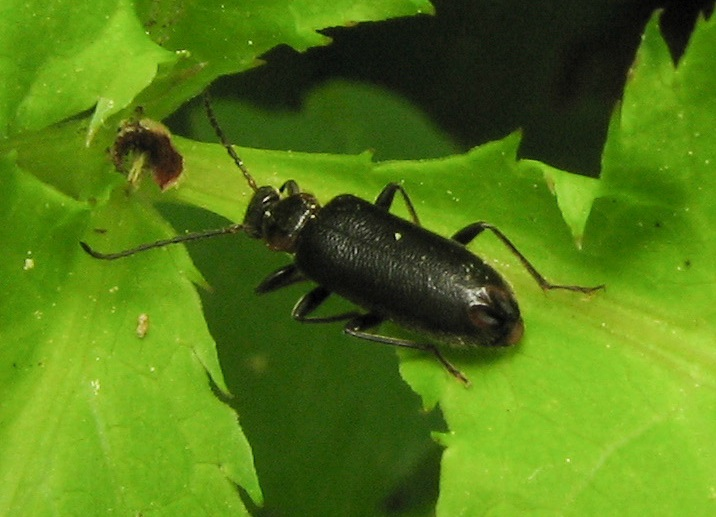
Macho